# 小沼ようすけ
小沼 ようすけ（おぬま ようすけ、1974年11月24日 - ）は、日本のジャズギタリスト。秋田県能代市出身。ピックを使わないフィンガーピッカーである。ギブソン・ES-275を愛用。

## 経歴
小中高を秋田市で過ごす。趣味でギターを弾いていた父親とエレクトーン講師の母親がセッションを行うような家庭環境で育った。
14歳で父の影響によりギターをはじめ、ロックバンドを組み活動開始。BOØWY、BUCK-TICKのコピーなどをしていた。当時はハードロックが流行っており、LOUDNESS、ジミ・ヘンドリックス、ヴァン・ヘイレン、イングヴェイ・マルムスティーンなども好きだったと述べている。
17歳の頃、バイクを運転中に交通事故に遭い、左腕を骨折し、高校の退学を余儀なくされた。その後、音楽の専門学校に入学し、ジョージ・ベンソンのアドリブを聞いたことでジャズギターに衝撃をうける。インプロヴィゼーションの自由さに惹かれたという。ダニー・ハザウェイ、グラント・グリーンにも感銘を受け、本格的にジャズ・ギターを学ぶ。
1995年、ヘリテージ・ジャズギター・コンペにて日本代表、世界3位の後、1999年、ギブソン主催のギブソン・ジャズ・ギター・コンテストにて優勝。その後、リーダーの金子雄太（Org）、大槻“KALTA”英宣（Ds）とともにジャズ系ジャムバンドAQUAPIT“LIVE AT THE ONIX”をFile Recordsからリリースし、CLUB、ジャズ系ライブハウスを中心に活動。
2001年、アルバム「nu jazz」でソニー・ミュージックよりメジャーデビュー。2002年に2nd album「Summer Madness」、2003年には3rd album「Jazz 'n' Pop」をリリースし、自身のオリジナル楽曲を中心にPop、R&B、Rock等の曲をアレンジしてカヴァー。
翌年2004年には、自身初となるギター・トリオでのNYレコーディング。通算4枚目のアルバム、「The Three Primary Colors」をリリース。リチャード・ボナとの共演がきっかけとなり、指弾きへと転向する。
また同年、TOKU(flu)、日野賢二(b)、秋田慎治(pf,key)、大槻“KALTA”英宣(ds)とユニット「TKY」を結成し、2005年1月に「TKY」をリリース。同年11月のラストライブにて幕を閉じ、当初より一年間限定で結成されたユニットは活動休止となる。
2006年4月、自身としては2年ぶりとなる5thアルバム、「3, 2 ＆ 1」をリリース。編成をトリオ、デュオ、ソロというごくシンプルな形態に絞り「パーソナル感」をテーマに彼のオリジナル楽曲やカヴァー曲を収録。
2007年10月、「海辺の美しき一日」をテーマに彼のサーフィン・ライフと音楽的ルーツとが結晶化して生まれた6thアルバム「Beautiful Day」をリリース。
2010年6月、デビュー作から5作目「3, 2 & 1」までの作品から選曲したベスト盤「The Best」と、NY録音による新作「Jam Ka (ジャム・カ)」を同時発売。その後、ライヴを中心に様々なアーティストとのコラボレーションを経て、T5Jazz Recordsより満を持して4年ぶりのニュー・アルバム「GNJ」(Green Note Jazz)をリリース。デビュー以来突き進んできた小沼サウンド、つまりジャズをベースとしながらもポップな要素を取り入れたギター・サウンドをベースとしながら、この数年意識しているオーガニックでアコースティックなサウンドを取り入れたサウンドに仕上がっている。Jazz Japan Award 2014, Album Of The Year 『高音質録音部門』受賞。

## 機材

### ギター
- Gibson ES-275[5]
- ABE RIVERA The Baby Bop Prototype[6]
- ECHIZEN GUITARS Jazz Nylon[7]
- STYLE-N NISHIGAKI GUITARS Arcusn's Onuma Model[7]

### アンプ
- FENDER VIBROLUX REVERB[8]
- MARK BASS Markacoustic AC601[8]
- 65AMPS Ventura[8]

### エフェクター
- &K Laboratory 木霊ディレイ
- ETHOS CUSTOM TONES[8]
- STRYMON BLUESKY[8]
- STRYMON BRIGADIER[8]
- STRYMON FLINT[8]
- ZOOM A3[8]
- BOSS DD-7[8]
- BOSS BD-2[8]
- BOSS OC-3[8]
- ELECTRO-HARMONIX POG[8]

## ディスコグラフィ
- nu jazz (ソニー・ミュージックジャパンインターナショナル、2001年)
- Summer Madness (ソニー・ミュージックジャパンインターナショナル、2002年)
- Jazz'n'Pop (ソニー・ミュージックジャパンインターナショナル、2003年)
- The Three Primary Colors (ソニー・ミュージックジャパンインターナショナル、2004年)
- TKY (ソニー・ミュージックジャパンインターナショナル、2005年)
- 3,2&1 (ソニー・ミュージックジャパンインターナショナル、2006年)
- Beautiful Day (2007年)
- The Best (ソニー・ミュージックジャパンインターナショナル、2010年)
- Jam Ka (ソニー・ミュージックジャパンインターナショナル、2010年)
当時、サックス奏者のジャック・シュワルツバルトが新プロジェクトで取り組んでいたグウォッカ（英語版）というリズムを小沼自身でも取り入れたアルバムである[2][9]。
- Aquapit (2011年)
- Orange (2013年)
- GNJ (T5Jazz Records、2014年10月26日)
- Jam Ka Deux (SPACE SHOWER MUSIC、2016年11月23日)
- JAM KA 2.5 THE TOKYO SESSION (FLYWAY LABEL/MOCLOUD、2019年4月10日)
- YOUR SMILE (FLYWAY LABEL、2023年9月20日)

### 配信限定シングル
| 発売日        | タイトル                           | レーベル            |
| ------------- | ---------------------------------- | ------------------- |
| 2021年4月23日 | MANHATTAN BEACH chapter one        | INSENSE MUSIC WORKS |
| 2021年4月30日 | MANHATTAN BEACH chapter two        | INSENSE MUSIC WORKS |
| 2021年5月7日  | MANHATTAN BEACH chapter three      | INSENSE MUSIC WORKS |
| 2021年6月30日 | Around The Love (Acoustic Version) | INSENSE MUSIC WORKS |
| 2023年5月31日 | Nostargia                          | INSENSE MUSIC WORKS |

### DVD
| 発売日         | タイトル                                            | 規格品番 | 備考                       |
| -------------- | --------------------------------------------------- | -------- | -------------------------- |
| 2014年10月27日 | 小沼ようすけ ニュー・スタイル・オブ・ジャズ・ギター | ATDV-369 | アトス・インターナショナル |